# Tomáš Grigar
Tomáš Grigar, né le 1er février 1983 à Opava, est un footballeur internationlatchèque qui évolue au poste de gardien de but pour le club du FK Ústí nad Labem.

## Biographie

### Au AC Sparta Prague
En 2003 le Sparta Prague, un des plus grands club de République tchèque, le recrute.
Pour la saison 2007-2008, Tomáš Grigar est le deuxième gardien de l'équipe A du Sparta et a joué 10 matchs dont 3 matchs de Coupe UEFA.

### FK Teplice
Il s'engage le 30 janvier 2009 au FK Teplice.

### FK Ústí nad Labem
Il s'engage le 17 juin 2024 au FK Ústí nad Labem.

## Carrière
| Saison          | Club          | Pays               | Championnat    | Championnat | Championnat | Championnat  | Championnat  | Coupe d'Europe | Coupe d'Europe | Coupe d'Europe |
| Saison          | Club          | Pays               | Division       | Matchs      | Buts        | Cartons      | Cartons      | Type           | Matchs         | Buts           |
| --------------- | ------------- | ------------------ | -------------- | ----------- | ----------- | ------------ | ------------ | -------------- | -------------- | -------------- |
| Saison          | Club          | Pays               | Division       | Matchs      | Buts        | Carton jaune | Carton rouge | Type           | Matchs         | Buts           |
| 2003 - 2004     | Sparta Prague | République tchèque | Gambrinus liga | 0           | 0           | 0            | 0            | -              | -              | -              |
| 2004 - 2005     | Sparta Prague | République tchèque | Gambrinus liga | 2           | 0           | 0            | 0            | -              | -              | -              |
| 2005 - 2006     | Sparta Prague | République tchèque | Gambrinus liga | 2           | 0           | 1            | 0            | -              | -              | -              |
| 2006 - 2007     | Sparta Prague | République tchèque | Gambrinus liga | 1           | 0           | 0            | 0            | -              | -              | -              |
| 2007 - 2008     | Sparta Prague | République tchèque | Gambrinus liga | 19          | 0           | 0            | 0            | C3             | 3              | 0              |
| 2008 - Jan.2009 | Sparta Prague | République tchèque | Gambrinus liga | 0           | 0           | 0            | 0            | -              | -              | -              |
| Jan.2009-2009   | FK Teplice    | République tchèque | Gambrinus liga | 13          | 0           | 0            | 0            | -              | -              | -              |
| 2009 - 2010     | FK Teplice    | République tchèque | Gambrinus liga | 15          | 0           | 0            | 0            | -              | -              | -              |
| 2010 - 2011     | FK Teplice    | République tchèque | Gambrinus liga | 0           | 0           | 0            | 0            | -              | -              | -              |

## Palmarès
- Finaliste du tournoi futsal de Prague en 2008
- Vainqueur de la Coupe de République tchèque en 2004, 2006, 2008, 2009